# Stand Fast Bible Students Association
Stand Fast Bible Students Association (pol. Stowarzyszenie Badaczy Pisma Świętego – „Stójcie Mocni”) – jeden z odłamów Badaczy Pisma Świętego powstałych po śmierci Charlesa T. Russella w roku 1916. Ruch ten został założony w 1918 roku. Swoim zasięgiem ograniczał się głównie do pacyficznego wybrzeża Stanów Zjednoczonych i zachodniej Kanady. Ruch „Stand Fast” zanikł w ciągu kilku lat od powstania, a część członków ruchu wróciła do zborów związanych z Towarzystwem Strażnica.

## Historia
Od wiosny 1918 roku Charles E. Heard, były pielgrzym Towarzystwa Strażnica z Vancouver, a wraz z nim inni członkowie ruchu badackiego uważali stosunek Josepha F. Rutherforda do nabycia obligacji wojennych (Liberty bond) za wypaczenie pacyfistycznych nauk C.T. Russella i za sprzeczny z Pismem Świętym. W rezultacie 1 grudnia 1918 roku w Portland w stanie Oregon założyli stowarzyszenie Stand Fast Bible Students Association. Nazwa nawiązuje do ich postanowienia by stać mocno na raz już zajętym stanowisku, jakby w okopach w warunkach wojennych. Grupie tej przewodzili:  Charles E. Heard, Wm. B. Palmer, R.O. Hadley, W.M. Wisdom (krótko), Ian C. Edwards, H.A. Livermore, Allan A. Yerex, i Finley McKercher. Liczba członków grupy wraz z upływem czasu się zmniejszała, a sama grupa ostatecznie w ciągu kilku lat rozpadła się i zanikła. Odłam tej grupy Elijah Voice Society stał się znany ze względu na swoją pacyfistyczną działalność i poglądy.
Grupa „Stand Fast” powołała „Komitet siedmiu”, wybrany spośród starszych klas (zborów), głównie z regionu zachodniego wybrzeża Stanów Zjednoczonych. Rozpoczęto wydawanie pisma „Old Corn Gems” (pol. Klejnoty Starego Pokarmu), o tytule nawiązującym do Księgi Jozuego 5:10-12. Składały się na nie głównie artykuły publikowane w Strażnicy do roku 1916. Było to niewielkie objętościowo pismo redagowane głównie pod kierownictwem członka grupy z zachodniej Kanady.
Ruch „Stand Fast” powołał kilku pielgrzymów. Ich zadaniem było zachęcanie znajomych członków ruchu badackiego do przystąpienia do „Stand Fast”. Dwaj lub trzej pielgrzymi działali też w centralnej części Stanów Zjednoczonych. Ruch nie prowadził jednak działalności ewangelizacyjnej uważając, że żniwo już się zakończyło. Szczególną cechą przesłania ruchu była sugestia, że zakończenie ziemskiej działalności Kościoła musi mieć miejsce na Zachodzie. Cytowano kilka tekstów, które zdawały się potwierdzać taką myśl, ale wnioski w większości zostały oparte na spekulacjach. Rozumowali: „Czyż Ewangelia nie była zawsze głoszona w kierunku zachodnim, przez cały okres działalności chrześcijaństwa?” Z tego powodu ruch „Stand Fast” ograniczał się głównie do zachodniej części Ameryki Północnej, skąd też pochodził. Jedno z haseł brzmiało: „Działalność dla Pana wymaga pośpiechu”. Hasło to zostało zarzucone, gdy zrozumiano, że Pan nie działał w pośpiechu w swoim postępowaniu z ludźmi.
W dniach 25–27 lipca 1919 roku zorganizowano konwencję w Seattle, w której uczestniczyło około 300 osób. Doszło wówczas do podziału w grupie związanego z oceną roli „Komitet siedmiu”. Ruch „Stand Fast” opuściła grupa, która wznowiła zebrania zborowe urządzane w pierwotnej formie. Mimo że nastąpił podział, obie grupy nadal w miały wiele poglądów wspólnych. Obie utrzymywały, że książka Dokonana tajemnica jest oczekiwanym w ruchu badackim siódmym tomem Wykładów Pisma Świętego. Obie grupy wierzyły, że żniwo zakończyło się wiosną 1918 roku, święci zostali już zebrani, a drzwi do wysokiego powołania zostały zamknięte. Stąd wszelką działalność ewangelizacyjną uznawali za zbędną. Wkrótce w grupie nastąpił kolejny podział.
Ian C. Edwards i Charles E. Heard w 1923 roku wraz z grupą około 300 członków „Stand Fast” przenieśli się na zachód do Stookie w Kolumbii Brytyjskiej w Kanadzie. W 1924 roku założyli tam żyjącą razem wspólnotę w oparciu o działalność firmy Star Construction Company. W tej swoistej komunie pozostawali do roku 1927 gdy grupa została rozwiązana.
W 1923 roku około 300 członków ruchu utworzyło Elijah Voice Society. Ostatecznie ruch „Stand Fast” zanikł w ciągu kilku lat, a część jego członków wróciła do zborów związanych z Towarzystwem Strażnica. Inni połączyli się ze zborami Wolnych Badaczy Pisma Świętego. Niewielka część przyłączyła się do ruchu LHMM lub przyłączyła do zwolenników Ernesta C. Henningesa i Matthew L. McPhaila.

## Elijah Voice Society
Elijah Voice Society (pol. Towarzystwo Głosu Eliasza) – grupa religijna, która w 1923 roku wyodrębniła się ze Stand Fast Bible Students Association. Przewodzili jej John A. Herdersen i C.D. McCray, którzy pociągnęli za sobą około 300 członków ruchu Stand Fast. Grupa ta w przeciwieństwie do Stand Fast postanowiła energicznie wykonywać pracę ewangeliczną. Przez kilka lat publikowali miesięcznik „Elijah Voice Monthly” (pol. Miesięcznik Głosu Eliasza). Stała się ona znana głównie ze względu na swoje skrajnie pacyfistyczne poglądy. Odmawiali pozdrawiania flagi, zakupu obligacji wojennych i dotowania Czerwonego Krzyża. W ciągu kilku lat od powstania grupa zanikła.